# Macrolepiota procera

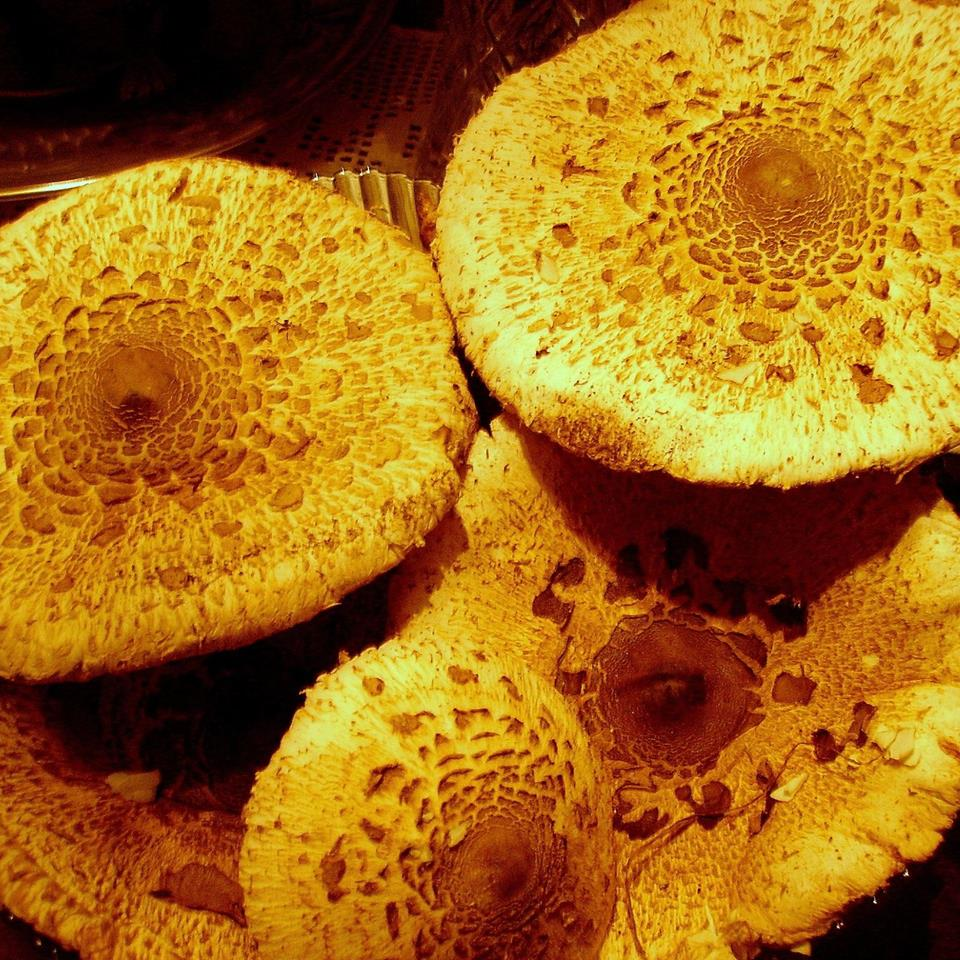
Encontrado em S. João de Ovil, Baião, em 29/09/2017

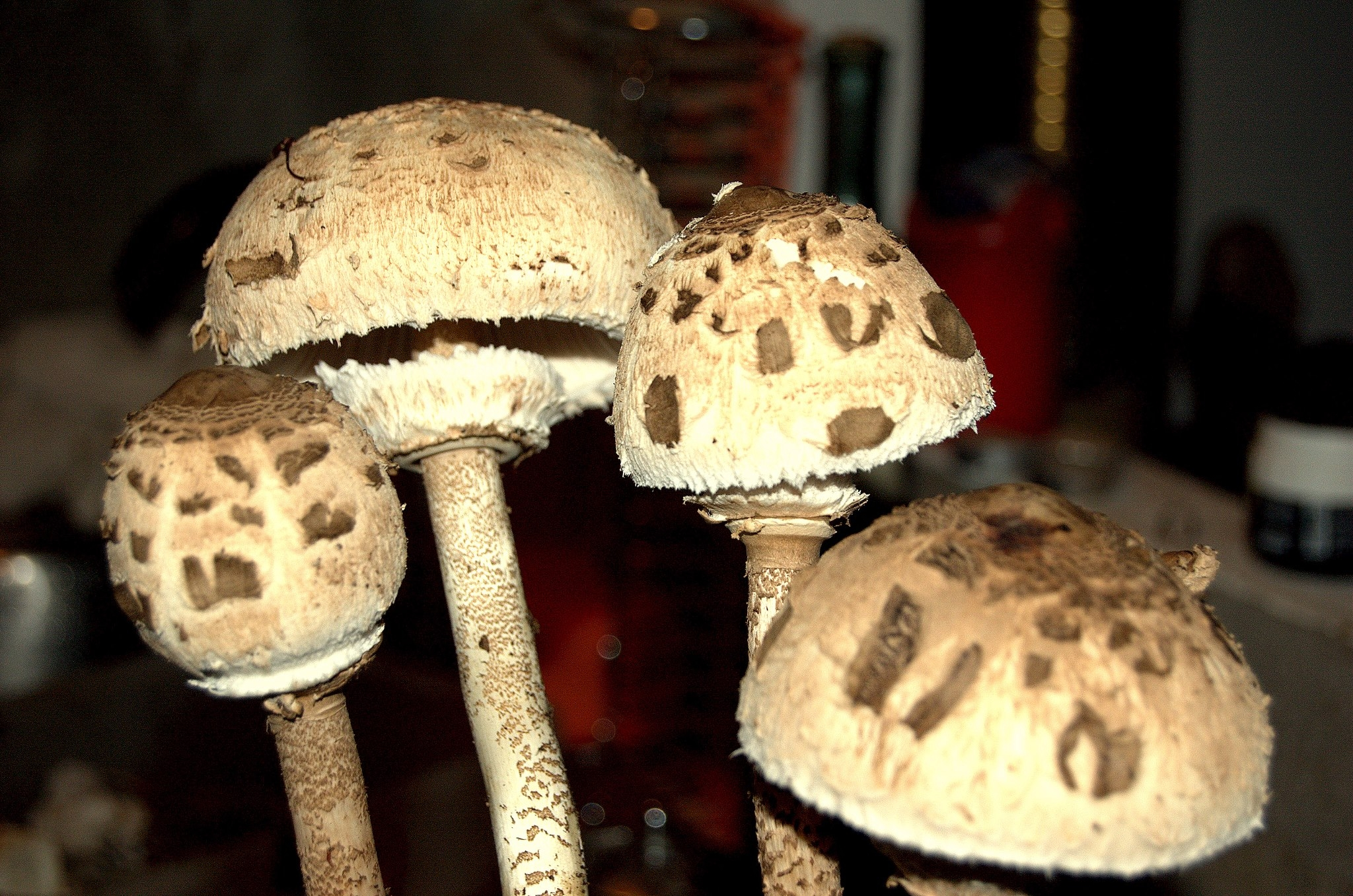
Encontrado em S. João de Ovil, Baião, em 29/09/2017

O cogumelo guarda-sol (Macrolepiota procera) é um fungo basidiomiceto com um grande corpo de frutificação, proeminente semelhante a um guarda-sol. Conhecida em Portugal por diversos nomes como marifusa, agasalho, gasalho, tortulho, capoa, santeeiro, frade ou púcara.
É um cogumelo decompositor de hábitos cosmopolitas, que aparece em zonas onde exista matéria orgânica no solo.

## Distribuição
É uma espécie bastante comum em solos bem drenados. Pode ser encontrada solitária ou em grupos e anéis de fadas em pastagens e, ocasionalmente, na floresta. 
Globalmente, é difundida em regiões temperadas.

## Galeria

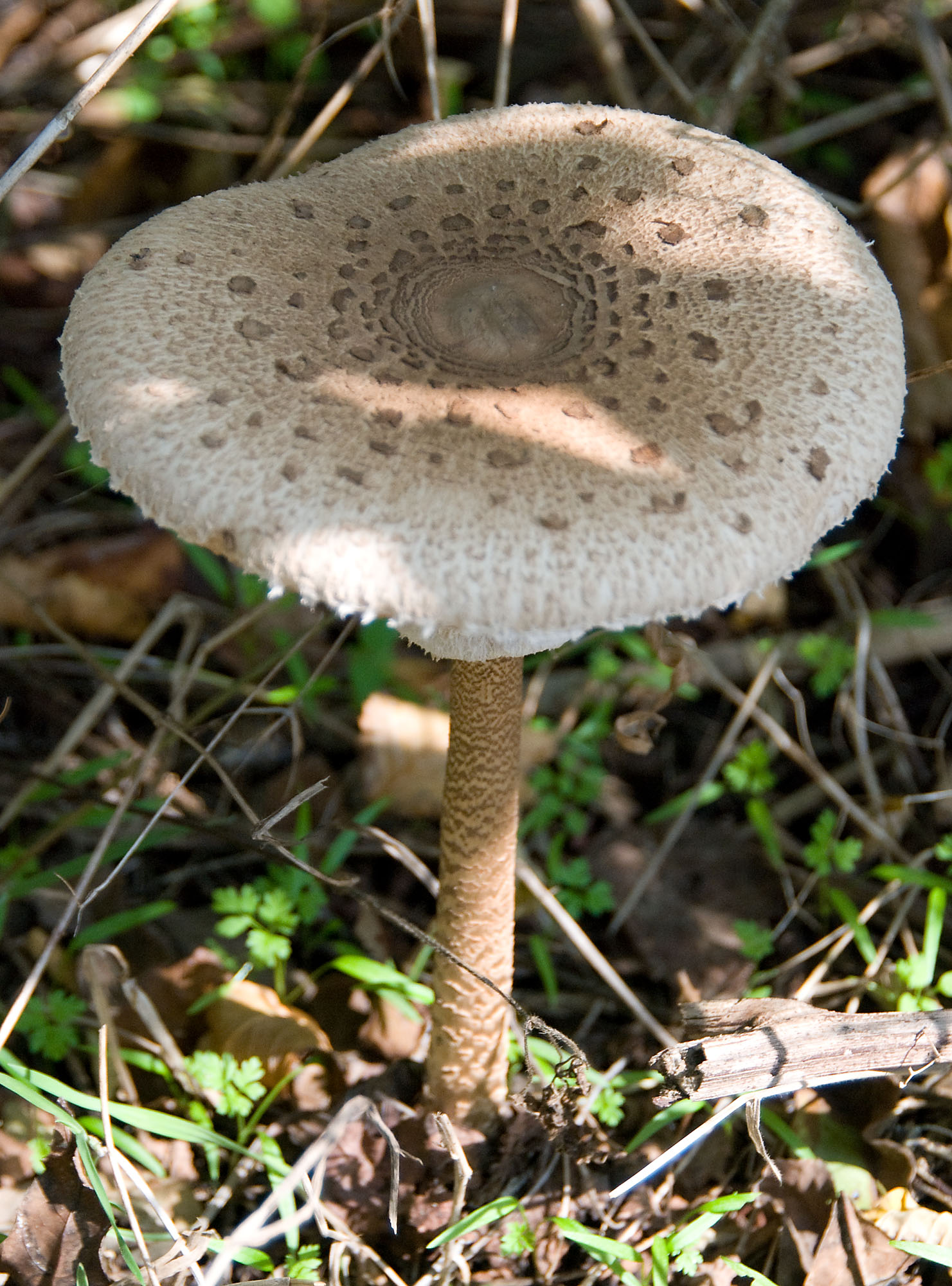
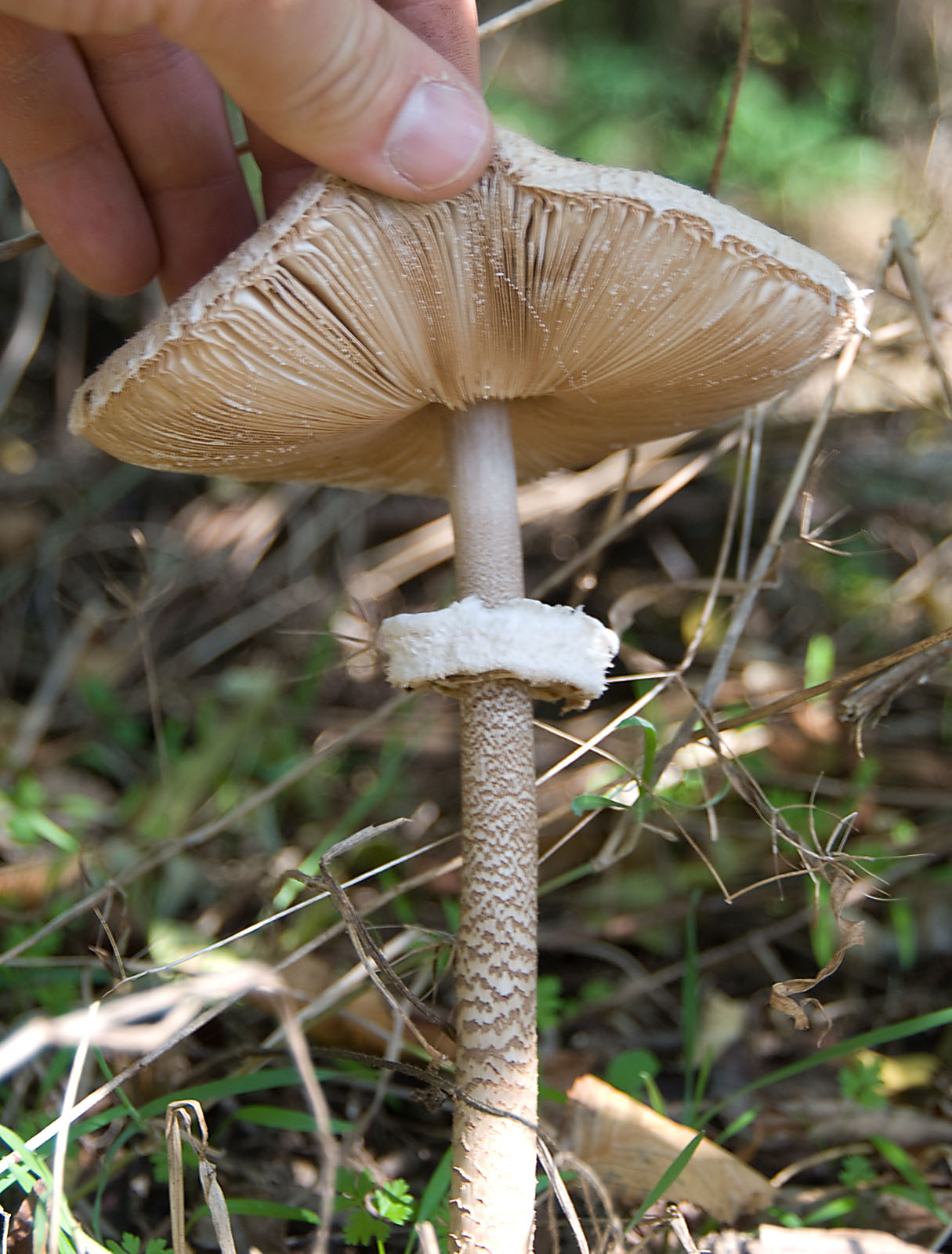
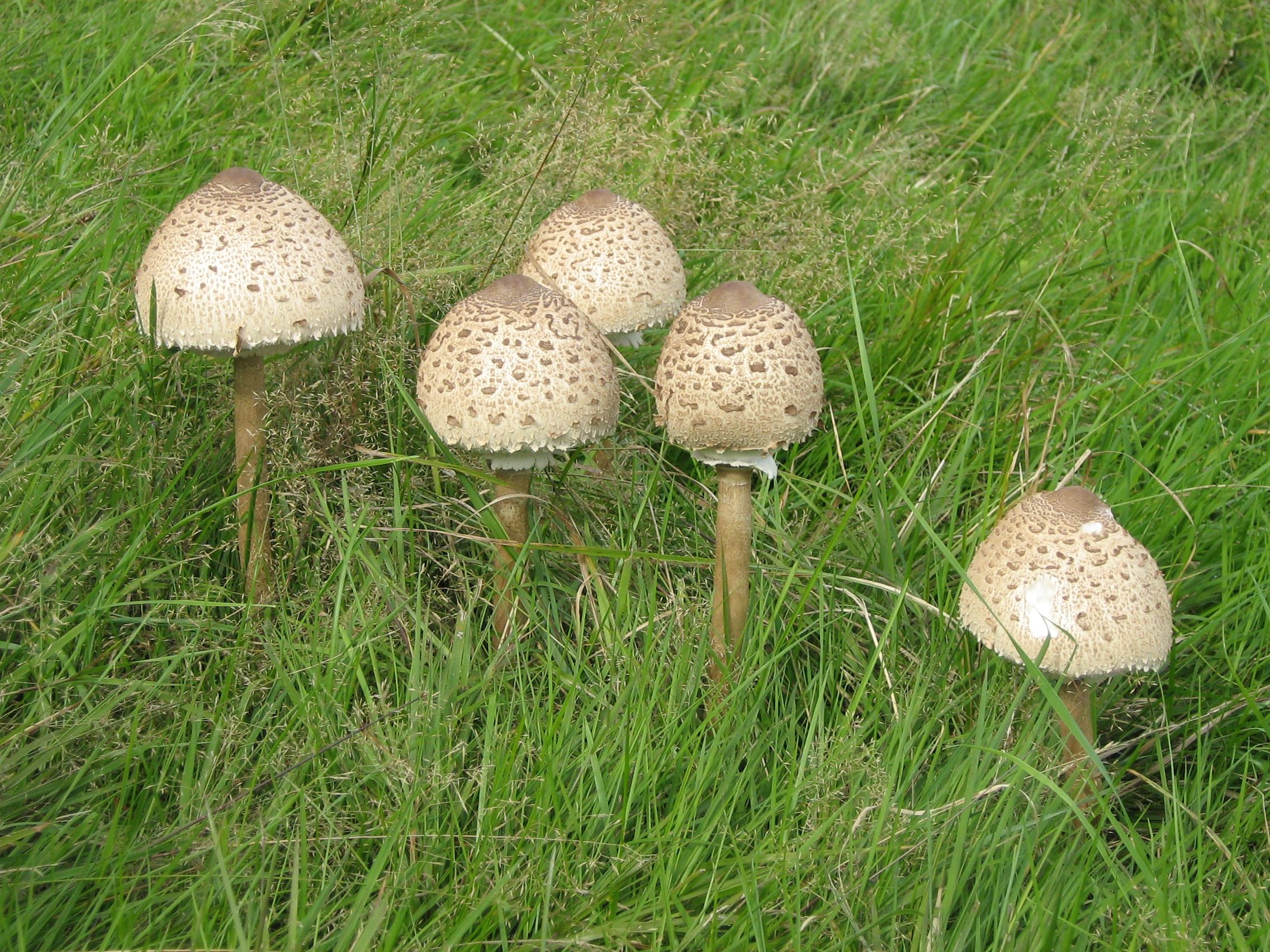
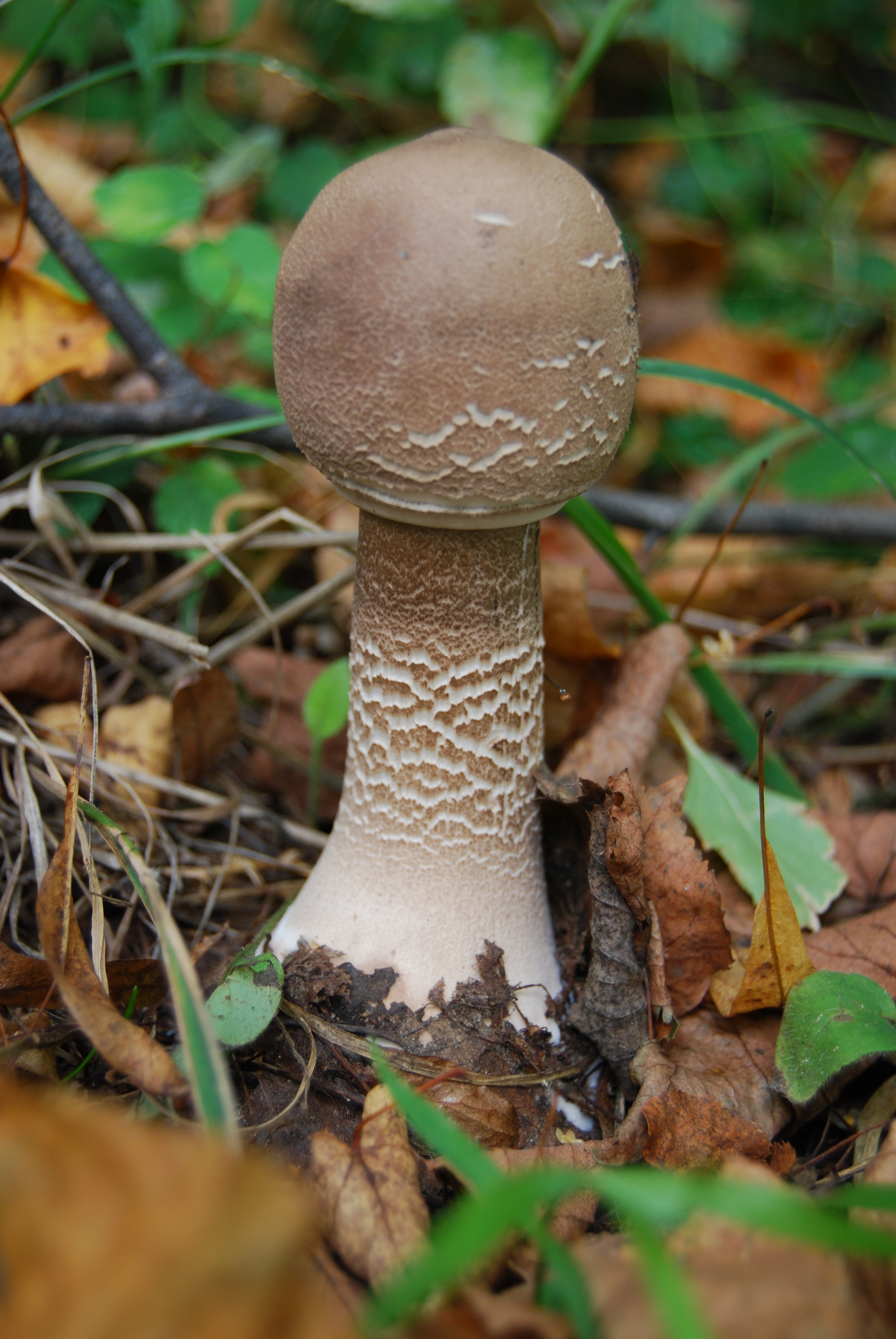
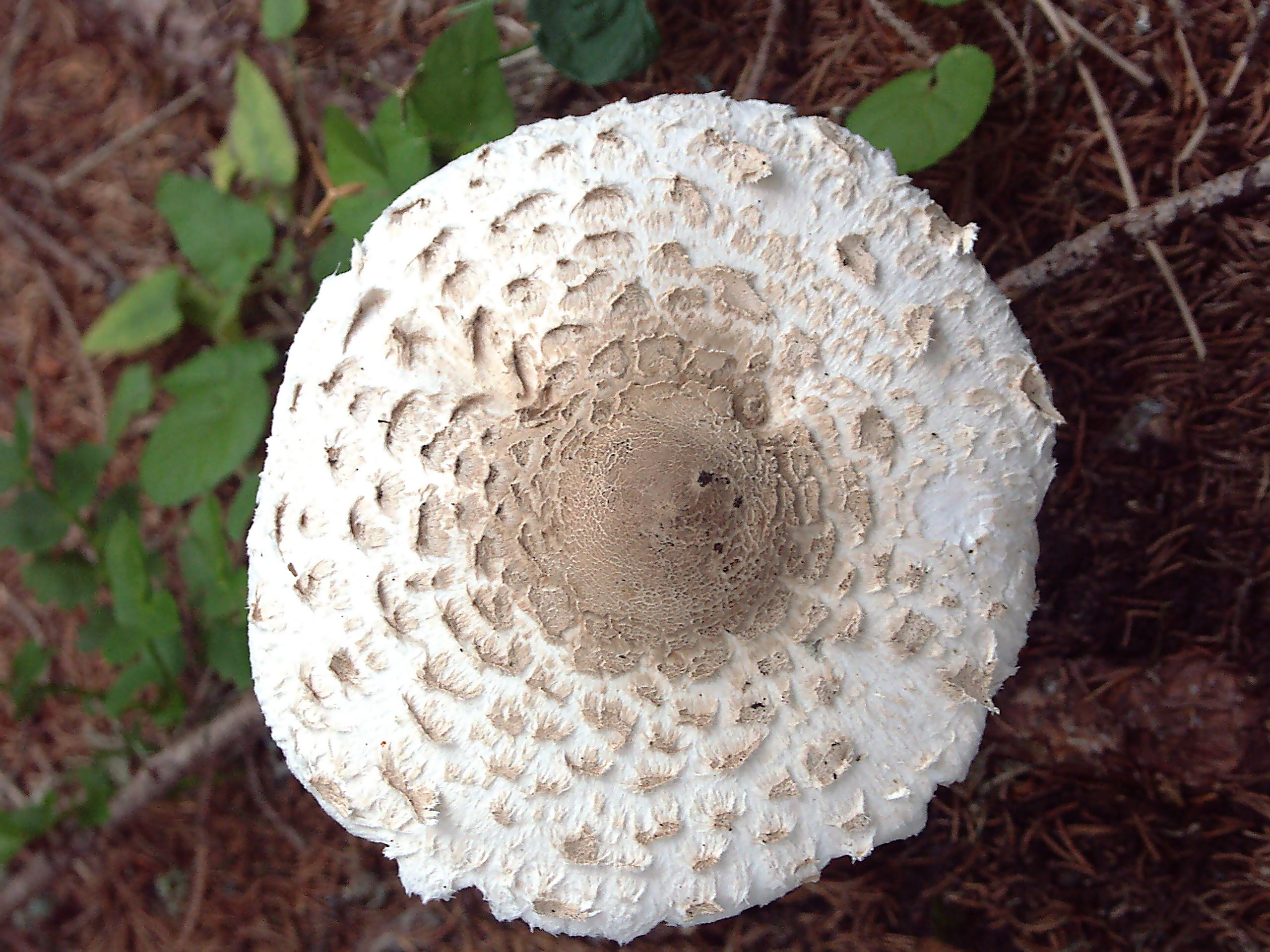
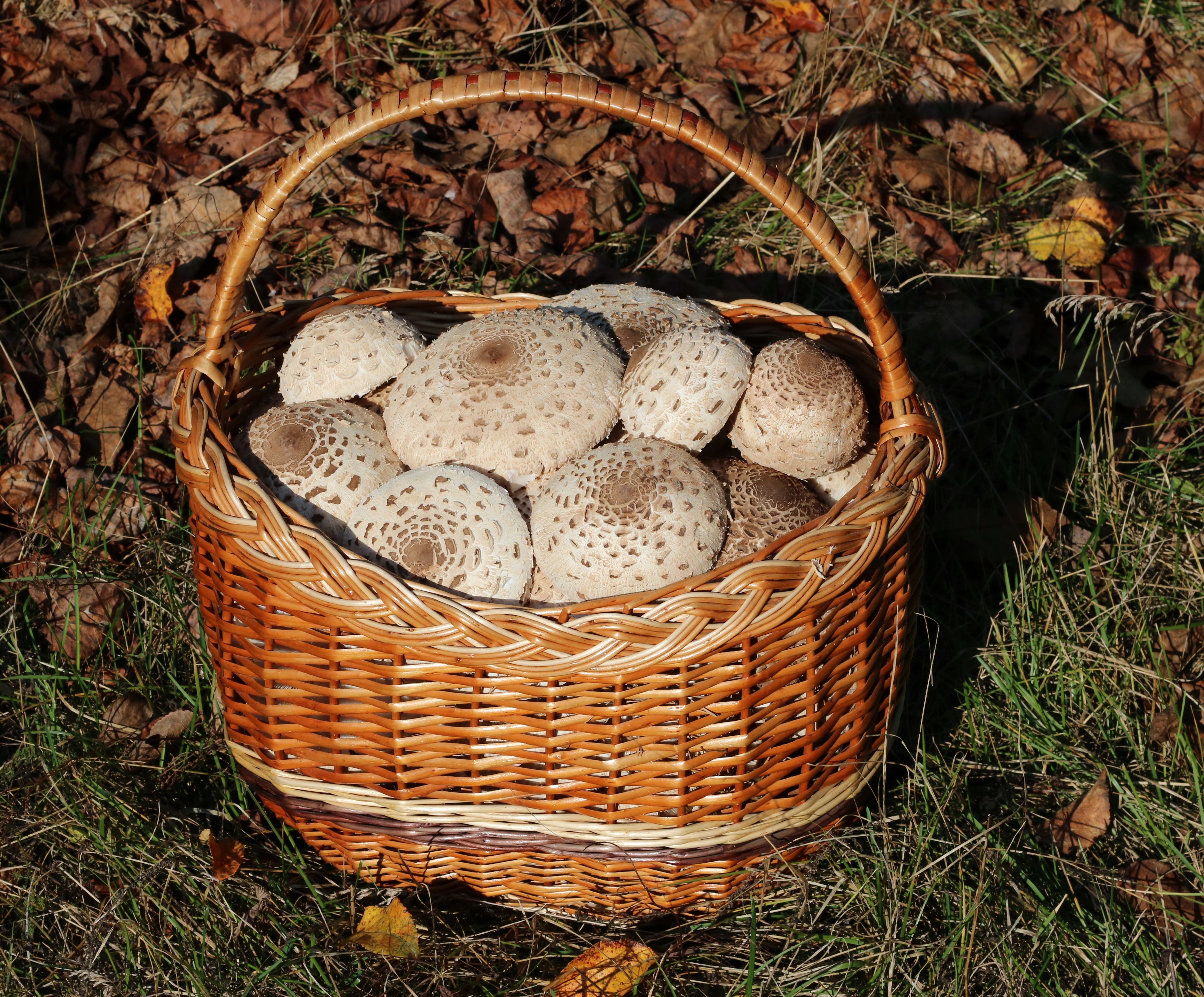
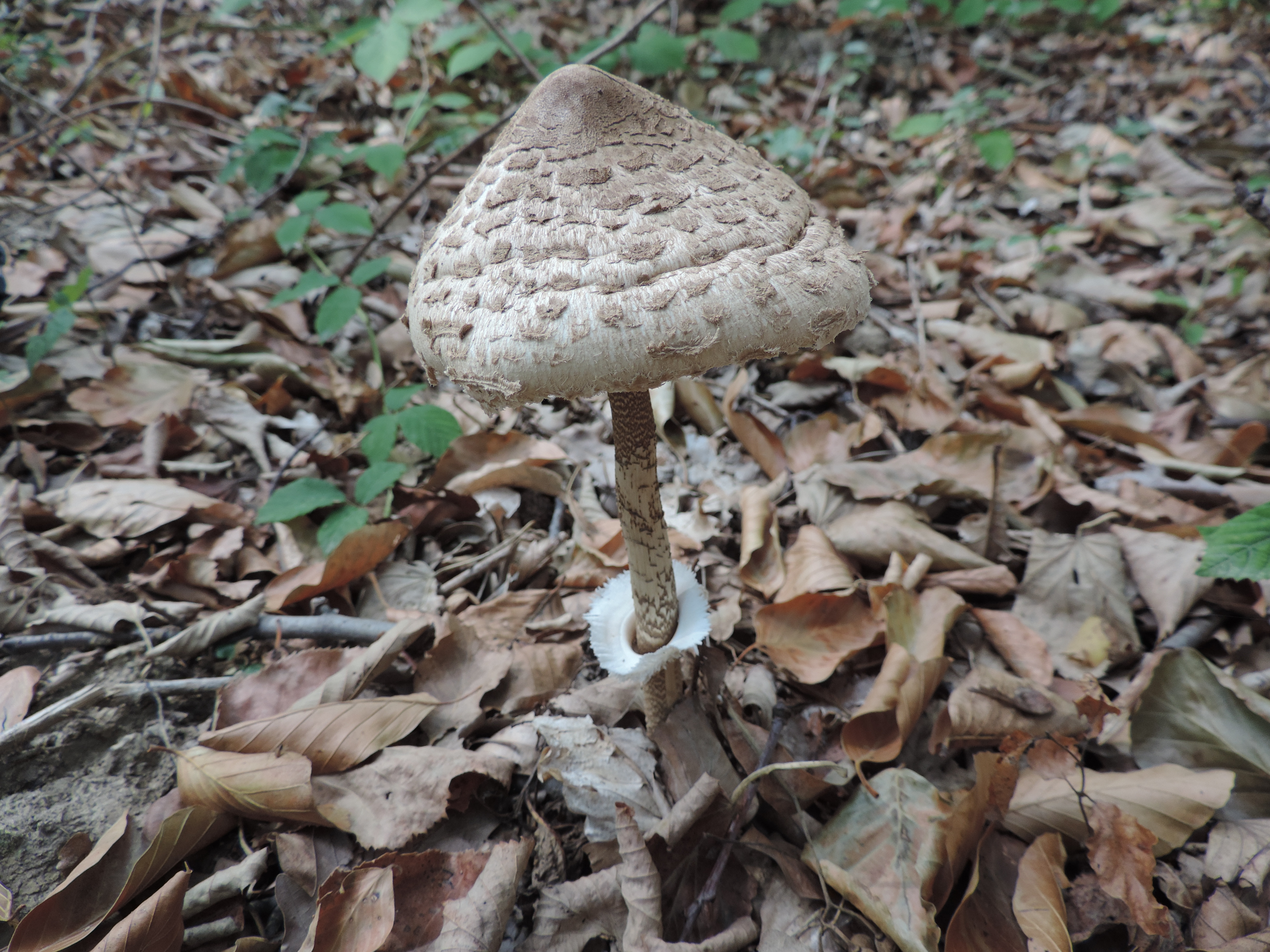